# Rhizedra albescens
Rhizedra albescens là một loài bướm đêm trong họ Noctuidae.